# Берулава, Михаил Николаевич
Михаи́л Никола́евич Берула́ва (груз. მიხეილ ნიკოლოზის-ძე ბერულავა [Михеил Николозис-дзе Берулава]; род. 3 августа 1950, Сухуми, СССР) — советский и российский педагог, доктор педагогических наук, профессор, академик Российской академии образования, политический деятель. Ректор Московского инновационного университета. Учредитель Международной академии гуманизации образования (МАГО). Депутат Государственной Думы РФ VI и VII созывов, член фракции КПРФ, член комитета Госдумы по образованию и науке.
Из-за нарушений находится под персональными санкциями 27 стран ЕС, Великобритании, США, Швейцарии, Австралии, Японии, Украины, Новой Зеландии.

## Научная и общественная деятельность
В 1975 году закончил Челябинский институт механизации и электрификации сельского хозяйства по специальности «инженер-педагог». Работал в Управлении народного образования г. Челябинска, где приобрел опыт руководящей деятельности и научной работы. В 1982 году защитил кандидатскую диссертацию на тему «Межпредметные связи на политехнической основе».
1983—1996 годах был деканом физико-математического факультета, а с 1986 года — проректором по научной работе Бийского педагогического института. В 1989 году он защитил докторскую диссертацию на тему «Интеграция содержания общего и профессионального образования».
В 1992 году он был избран членом-корреспондентом Российской академии образования (РАО), а в 1996 году — академиком РАО и возглавил научно-образовательный центр РАО.
В 1994 году Михаил Николаевич принял участие в учредительной конференции Международной академии гуманизации образования, проходившей в Германии. На этой конференции, в которой приняли участие ведущие ученые-педагоги из более чем 24 стран мира (США, Германии, Канады, Франции, Испании и др.), он был избран президентом академии. Является главным редактором международного психолого-педагогического журнала «Гуманизация образования».
С 1996 года по направлению Министерства общего и профессионального образования и Российской академии образования он возглавлял государственный Научно-образовательный Центр Российской академии образования в Сочи. С этого же года он является экспертом Высшего Аттестационного Комитета России, а с 1998 года — экспертом Комитета Совета Федерации по науке, культуре, образованию, здравоохранению и экологии Федерального Собрания России.
С 2008 Берулава становится заместителем председателя комиссии Общественной Палаты РФ по экологической политике и охране окружающей среды, а с декабря 2011 года по 2016 год — депутатом Государственной Думы VI созыва.
С 2011 по 2019 год, в течение исполнения полномочий депутата Государственной Думы VI и VII созывов, выступил соавтором 195 законодательных инициатив и поправок к проектам федеральных законов.
Президент Фонда развития отечественного образования и председатель двух докторских диссертационных советов. Главный редактор журналов «Вестник Университета Российской академии образования» и «Гуманизация образования».
С 10 апреля 2019 года — депутат Государственной Думы VII созыва, получил вакантный мандат, освободившийся в связи со смертью Жореса Алферова.
В 2021 году на выборах в Государственную Думу, получил мандат депутата ГД по партийному списку КПРФ от Челябинской области.
Женат на академике РАО Галине Берулава, имеет сына и дочь.

## Международные санкции
25 февраля 2022 года, на фоне вторжения России на Украину, включён в санкционный список стран Евросоюза в ответ на решение России признать территории Донецкой и Луганской областей Украины и на решение об отправке туда российских войск. 11 марта 2022 года внесён в санкционный список Великобритании «за признание независимости двух сепаратистских регионов в Украине».
30 сентября 2022 года был внесён в санкционный список США в ответ на «фиктивные референдумы» и «аннексию территорий Украины российскими оккупационными силами». Государственный департамент отмечает что депутаты единогласно приняли закон о фейках, а некоторые депутаты сыграли ключевую роль в распространении российской дезинформации о войне.
23 февраля 2023 года включён в санкционный список Канады «соратников режима», так как он «голосовал за законодательство связанное с вторжением и попыткой аннексии четырёх регионов Украины».
По аналогичным основаниям, с 4 марта 2022 года находится под санкциями Швейцарии. С 4 мая 2022 года находится под санкциями Австралии. С 12 апреля 2022 года находится под санкциями Японии.
Указом президента Украины Владимира Зеленского от 7 сентября 2022 находится под санкциями Украины. С 12 октября 2022 года находится под санкциями Новой Зеландии.

## Научные труды
Михаил Берулава является основоположником теории гуманизации образования, которая в настоящее время превратилась в общепризнанную научную парадигму. Многие из его работ работы переведены на иностранные языки: в частности, изданы в США, Германии, а также в других странах.
- Berulava M. Basics of Modern Education — US, Seattle, 2008.
- Берулава М. Н. Интеграция содержания образования — М., Совершенство, 1998
- Берулава М. Н. Теория и практика гуманизации образования — М., Гелиос, 2000
- Берулава М. Н. Основы экономики — М., Логос, 2002
- Берулава М. Н. Основы современной педагогики — М., НОЦ РАО, 2004
- Берулава М. Н., Берулава Г. А. Методологические основы развития личности студента в вузе // Вестник Университета Российской академии образования. 2009. № 4.
- Берулава М. Н., Берулава Г. А. Методологические основы инновационной сетевой концепции развития личности в условиях информационного общества // Проблемы управления качеством образования в гуманитарном вузе. СПб., 2010.
- Берулава М. Н., Берулава Г. А. Новая сетевая теория развития личности в информационном образовательном пространстве // Психологическая наука и образование № 1/2012

## Награды
- Орден Почёта (24 июня 2016) — за большой вклад в развитие парламентаризма в Российской Федерации и активную законотворческую деятельность.
- Орден Дружбы (11 марта 2008) — за большой вклад в развитие отечественной науки, плодотворную научную деятельность и подготовку квалифицированных специалистов.[15]
- Лауреат премии Правительства Российской Федерации в области образования (2 августа 2007) — за учебно-методический комплект «Цикл дисциплин для гуманитаризации инженерно-технического образования в нефтяных вузах» для образовательных учреждений высшего профессионального образования.[16]
- Лауреат премии имени Сократа (Оксфорд, Великобритания) «За личный вклад в интеллектуальное развитие современного общества»
- Лауреат Международной премии имени Николая Рериха. Номинация «Педагогика и просветительство» (2008)[17]